# Lungești (gmina)
Lungești – gmina w Rumunii, w okręgu Vâlcea. Obejmuje miejscowości Carcadiești, Dumbrava, Fumureni, Gănțulei, Lungești i Stănești-Lunca. W 2011 roku liczyła 3045 mieszkańców.